# Dennis Mitchell
Dennis Allen Mitchell (Havelock, 20 febbraio 1966) è un ex velocista statunitense.
Atleta dal fisico tarchiato (alto solo 1,74 m), ma decisamente muscoloso, in carriera è stato campione olimpico e due volte campione mondiale con la staffetta 4×100 metri. Dal 1991 al 1993 ha stabilito per tre volte il record mondiale con la 4×100 m statunitense.

## Biografia
Negli anni novanta, pur nell'ombra di grandi campioni quali Carl Lewis e Calvin Smith, si è distinto per le sue performance nei meeting internazionali del circuito IAAF, riuscendo a correre sotto i 10 secondi netti sui 100 metri piani.
È stato componente della staffetta statunitense della 4×100 m, quasi sempre in terza frazione. Fu ad esempio colui che consegnò il testimone a Lewis a Barcellona 1992.

## Palmarès
| Anno | Manifestazione  | Sede       | Evento      | Risultato | Prestazione | Note                          |
| ---- | --------------- | ---------- | ----------- | --------- | ----------- | ----------------------------- |
| 1985 | Mondiali indoor | Parigi     | 200 m piani | 6º        | 21"92       |                               |
| 1988 | Giochi olimpici | Seul       | 100 m piani | 4º        | 10"04       |                               |
| 1988 | Giochi olimpici | Seul       | 4×100 m     | Batteria  | dq          |                               |
| 1991 | Mondiali        | Tokyo      | 100 m piani | Bronzo    | 9"91        | Miglior prestazione personale |
| 1991 | Mondiali        | Tokyo      | 4×100 m     | Oro       | 37"50       | Record mondiale               |
| 1992 | Giochi olimpici | Barcellona | 100 m piani | Bronzo    | 10"04       |                               |
| 1992 | Giochi olimpici | Barcellona | 4×100 m     | Oro       | 37"40       | Record mondiale               |
| 1993 | Mondiali indoor | Toronto    | 60 m piani  | 6º        | 6"62        |                               |
| 1993 | Mondiali        | Stoccarda  | 100 m piani | Bronzo    | 9"99        |                               |
| 1993 | Mondiali        | Stoccarda  | 4×100 m     | Oro       | 37"40       | Record mondiale               |
| 1995 | Mondiali        | Göteborg   | 100 m piani | Batteria  | dnf         |                               |
| 1996 | Giochi olimpici | Atlanta    | 100 m piani | 4º        | 9"99        |                               |
| 1996 | Giochi olimpici | Atlanta    | 4×100 m     | Argento   | 38"05       |                               |

## Campionati nazionali
- 4 volte campione nazionale dei 100 m piani (1992, 1994, 1996, 1999)

## Altre competizioni internazionali
1993
- 6º alla Grand Prix Final ( Londra), 200 m piani - 20"89

1994
- Oro alla Grand Prix Final ( Parigi), 100 m piani - 10"12

1995
- 7º alla Grand Prix Final ( Monaco), 100 m piani - 10"25

1996
- Oro alla Grand Prix Final ( Milano), 100 m piani - 9"91